# Вологодский государственный университет
Вологодский государственный университет (ВоГУ) — крупнейший вуз Вологодской области. Образован 24 октября 2013 года путём переименования Вологодского государственного технического университета (ВоГТУ), к которому 2 месяцами ранее был присоединён Вологодский государственный педагогический университет (ВГПУ).

## История
Университет ведёт своё начало с организации в Вологде учительского института (ноябрь 1912 года). Подготовка учителей велась в течение 2 лет. 6 декабря 1918 года на базе этого учреждения был основан Вологодский педагогический институт. В 1919 году, в связи с открытием отделения по подготовке учителей начальной школы и работников дошкольных и внешкольных учреждений, педагогический институт был преобразован в Институт народного образования, а в 1923 году и вовсе реорганизован в педагогический техникум.
Параллельно в 1918 году был открыт Пролетарский университет (размещался в здании Педагогического института — совр. Ленина,15), который занимался подготовкой руководящих кадров для народного хозяйства из среды рабочих и крестьян. В составе университета насчитывалось 3 отделения: техническое, экономическое и сельскохозяйственное. Однако после издания Декрета от 17.09.1920 г. «О рабочих факультетах» университет прекратил своё существование и был преобразован в рабфак Молочного института.
21 сентября 1930 года, в соответствии с Решением № 641 Народного комиссариата рабоче-крестьянской инспекции, в Вологде был основан Северный Краевой Педагогический Институт. 9 июля 1935 года по приказу Наркомпроса РСФСР № 569 он был переименован в Вологодский государственный педагогический институт (ВГПИ).
В послевоенное время в Вологодской области развернулась новая волна индустриализации, которая требовала большое количество технических кадров. Для этого в 1966 году в Вологде был открыт общетехнический факультет Северо-Западного заочного политехнического института (СЗПИ), где имелась только вечерняя и заочная форма обучения. В 1967 г. факультет был реорганизован в вологодский филиал СЗПИ и открыл дневную форму обучения. В 1975 году по предложению вологодского облисполкома вологодский филиал СЗПИ был преобразован в Вологодский политехнический институт (ВПИ). В 1986 году на базе череповецкого филиала СЗПИ был открыт череповецкий филиал ВПИ.
В 1990-е годы как ВГПИ (1995), так и ВПИ (1999) получили высший аккредитационный статус и стали соответственно Вологодским государственным педагогическим университетом (ВГПУ) и Вологодским государственным техническим университетом (ВоГТУ). В обоих вузах росло количество специальностей, в том числе и выходящих за педагогический и технический профили.
Решение о создании Вологодского государственного университета было принято в 2012 году по итогам проверки эффективности вузов города Вологды, которая выявила неэффективность Вологодского государственного педагогического университета и череповецкого филиала Вологодского государственного технического университета.
В декабре 2012 года правительство Вологодской области и Министерство образования и науки приняли решение объединить ВоГТУ и ВГПУ в единый классический университет. Объединение двух вузов по замыслу областного правительства должно было состояться до 1 января 2014 года, а новый вуз должен был финансироваться из федерального бюджета. 28 августа 2013 года приказом Министерства образования и науки № 1001 ВоГТУ был реорганизован путём присоединения Вологодского государственного педагогического университета в качестве структурного подразделения. 24 октября 2013 года был издан приказ Министерства образования и науки № 1182 о переименовании ВоГТУ в Вологодский государственный университет. Само переименование было произведено 14 ноября 2013 года. Первым ректором ВоГУ стал Леонид Иванович Соколов (занимавший до этого должность ректора ВоГТУ). Окончательное соединение бывших структур ВГПУ и ВоГТУ состоялось 11 июня 2014 года: ВГПУ прекратил деятельность в качестве самостоятельного юридического лица и был преобразован в Педагогический институт ВоГУ.
Начался процесс постепенного слияния бывших структур ВГПУ и ВоГТУ и реорганизация кафедр и факультетов.
Однако процесс дальнейшего слияния структур объединённого вуза замедлился и фактически остановился на следующий год. В сентябре 2017 года в руки региональных СМИ попали выдержки из служебной переписки губернатора Олега Кувшинникова с министром образования Ольгой Васильевой, в которой глава региона просил назначить и. о. ректора начальника Департамента государственной службы и кадровой политики Вологодской области Вячеслава Приятелева. Одновременно Министерство образования и науки РФ отказалось согласовать кандидатуру ректора Л. И. Соколова, срок полномочий которого истекал 26 декабря 2017 года. Сами выборы ректора фактически были отменены. К моменту истечения полномочий ректора Л. И. Соколова Министерство образования и науки издало приказ о назначении Вячеслава Приятелева исполняющим обязанности ректора с 27 декабря 2017 года.
Новый руководитель сразу же подверг критике существующую структуру университета. В частности, говорилось о раздробленности кафедр и факультетов, дублировании отдельных направлений подготовки, отсутствии инноваций и связи между научными разработками и образовательным процессом. Было проведено несколько мониторингов и swot-анализ вуза, на основе которых стала готовиться масштабная реорганизация учреждения. Проект реорганизации был представлен в Концепции стратегического развития ВоГУ 24 апреля 2018 года. В соответствии с ней 14 факультетов ВоГУ преобразовывались в 7 институтов, реализующих комплексные программы высшего образования. Вологодский машиностроительный техникум, входящий в структуру вуза, преобразовывался в многопрофильный университетский колледж без ориентира на машиностроение. Одновременно был разработан проект создания университетского лицея, реализация которого планируется в 2019 году. В планах также было учреждение в рамках ВоГУ института регионального развития на базе межрегионального Центра повышения квалификации. Одновременно был упразднён прежний Попечительский совет, а вместо него создан Совет по стратегическому развитию университета, в который вошло более 20 представителей федеральных, региональных и муниципальных властей, бизнесмены, промышленники и банкиры. Общая сумма расходов составит более 700 млн рублей. Основную часть средств рассчитывают привлечь из федерального бюджета. Помимо реорганизации университета, председатель Совета по стратегическому развитию университета сенатор Юрий Воробьёв обозначил и другие направления развития учреждения — проработка «чёткой идеологии обучения» на основе патриотического направления, ориентация студентов на освоение стратегических направлений развития региона, развитие корпоративной культуры (в том числе введение формы).

## Рейтинги
В 2014 году агентство «Эксперт РА», включило ВУЗ в список высших учебных заведений Содружества Независимых Государств, где ему был присвоен рейтинговый класс «Е».

## Структура
5 июля 2018 года в ВоГУ был издан Приказ № 07.01-35/0589 «О реорганизации кафедр», в котором была утверждена новая структура университета. Окончательно составы институтов должны быть утверждены 1 ноября 2018 года.
- Институт машиностроения, энергетики и транспорта
- Инженерно-строительный институт
- Институт управления, экономики и юриспруденции
- Институт математики, естественных и компьютерных наук
- Институт педагогики, психологии и физического воспитания
- Институт социальных и гуманитарных наук
- Университетский колледж

## Учебные корпусы ВоГУ
| Здание                                                                                              | Адрес               | Расположенные в нём структуры университета | Фото |
| --------------------------------------------------------------------------------------------------- | ------------------- | --- | ---- |
| Учебный корпус № 1, «стекляшка» (соединён с учебными корпусами № 2 и № 4)                           | Галкинская, 3-3Б    | - Факультет производственного менеджмента и инновационных технологий - Факультет экологии - Гуманитарный факультет - Факультет заочного и дистанционного обучения                                                        |      |
| Учебный корпус № 2 (соединён с учебным корпусом № 1)                                                | Галкинская, 1       | - Электроэнергетический факультет |      |
| Учебный корпус № 3                                                                                  | Гагарина, 81        | - Инженерно-строительный факультет - Экономический факультет |      |
| Учебный корпус № 4, Институт управления экономики и юриспруденции (соединён с учебным корпусом № 1) | Предтеченская, 20   | - Аудиторный корпус |      |
| Учебный корпус № 5                                                                                  | Ленина, 15          | - Ректорат - Администрация университета |      |
| Учебный корпус № 6, «техникум»                                                                      | Мира, 8             | - Аудиторный корпус |      |
| Учебный корпус № 7                                                                                  | С. Орлова, 6        | - Администрация Педагогического института - Факультет прикладной математики, компьютерных технологий и физики (Педагогический институт) - Факультет социальной работы, педагогики и психологии (Педагогический институт) |      |
| Учебный корпус № 8                                                                                  | Проспект Победы, 37 | - Естественно-географический факультет (Педагогический институт) - Исторический факультет (Педагогический институт) - Филологический факультет (Педагогический институт)                                                 |      |
| Учебный корпус № 9                                                                                  | Мальцева, 2         | - Факультет иностранных языков, культур и искусств (Педагогический институт) |      |
| Учебный корпус № 10                                                                                 | Мальцева, 22        | - Юридический факультет (Педагогический институт) |      |
| Учебный корпус № 11                                                                                 | Проспект Победы, 71 | - Факультет иностранных языков, культур и искусств (Педагогический институт) |      |
| Учебный корпус № 12                                                                                 | Ильюшина, 15        | - Университетский колледж |      |
| Учебный корпус № 13                                                                                 | Ильюшина, 15        | - Университетский колледж (Производственный корпус) |      |

## Спортивные объекты
| Здание                     | Адрес/Улица                                       | Фото |
| -------------------------- | ------------------------------------------------- | ---- |
| Спортивный корпус № 1      | Зосимовская, 4                                    |      |
| Спортивный корпус № 2      | Зосимовская, 5В                                   |      |
| Стадион № 1 («Политехник») | Зосимовская (рядом со спортивным комплексом № 2)  |      |
| Стадион № 2                | Гагарина (рядом с учебным корпусом № 3)           |      |
| Стадион № 3                | Ленинградская (рядом с учебным корпусом № 8)      |      |
| Стадион № 4                | Ильюшина (рядом с учебными корпусами № 12 и № 13) |      |

## Общежития
ВоГУ располагает 11 общежитиями, в которых для размещения иногородних обучающихся предоставляется 3145 мест.
| Общежитие | Адрес                     | Факультеты | Количество комнат | class="unsortable"\|Фото |
| № 1       | Городской вал, 24А        | - Факультет производственного менеджмента и инновационных технологий | 70                |                          |
| № 2       | Городской вал, 24         | - Электроэнергетический факультет | 86                |                          |
| № 3       | Городской вал, 26А        | - Факультет экологии - Экономический факультет - Гуманитарный факультет | 85                |                          |
| № 4       | Щетинина, 2Б, корпус 1    | - Инженерно-строительный факультет - Экономический факультет | 100               |                          |
| № 5       | Щетинина, 2Б, корпус 2    | - Санаторий-профилакторий «Политехник» - Общежитие для преподавателей | 100               |                          |
| № 6       | Ильюшина, 17              | - Университетский колледж | 165               |                          |
| № 7       | Городской вал, 26         | - Естественно-географический - Факультет прикладной математики, компьютерных технологий и физики - Факультет социальной работы, педагогики и психологии - Факультет физической культуры - Филологический факультет - Гуманитарный факультет | 213               |                          |
| № 8       | Горького, 109             | - Исторический факультет (Педагогический институт) - Факультет иностранных языков, культур и искусств (Педагогический институт) - Юридический факультет (Педагогический институт)                                                           | 105               |                          |
| № 9       | Набережная VI Армии, 193  | |                   |                          |
| № 10      | Набережная VI Армии, 195А | - Юридический факультет | 21                |                          |
| № 11      | Лермонтова, 9             | - Общежитие для преподавателей Педагогического института |                   |                          |